# 최순호
최순호(崔淳鎬, 1962년 1월 10일 ~ )는 대한민국의 전 축구 선수 및 지도자로, 현재는 수원 FC의 단장이다.

## 개요
충청북도 청주시 출생으로 청주대성중학교,청주상업고등학교, 광운대학교를 졸업하였다. 월드컵이나 아시안컵 등의 국제 대회에서 좋은 기량을 선보여 '아시아의 호랑이'라는 별명으로 불렸지만 포지션과 역할에 대한 견해 차이 탓인지 현역 시절 감독들과 자주 충돌했다.

## 클럽 경력
1980년 포항제철 축구단에 입단하였고광운대학교 야간 전기공학과 80학번으로 진학하여 축구선수 생활과 대학생 생활을 병행하였다.(주간에는 포항제철 축구단 소속 축구 선수로 활동하고 야간에는 광운대에서 공부만 한 것인지 아니면 광운대 축구부에서 축구 선수 생활까지 했는지는 불분명하여 확인 요망)
1983년 프로축구 출범 후 포항제철 돌핀스에서 프로 경력을 시작하였으며, 1988년 2월 당시 최순호의 고향인 충청 지역을 연고로 하는 럭키금성 황소로 이적하였다. 1991년 친정팀 포항제철 아톰즈로 복귀하였는데 당시 본인의 트레이드 상대였던 황영우는 1987년 포철에서 한솥밥을 먹기도 했다.
1991년을 마지막으로 K리그에서 공식적으로 은퇴한 뒤, 1992년 7월, 프랑스 리그 2의 로데스 AF로 이적하여 지도자 수업을 받으며 1992-1993 한 시즌 동안 활약하였다.

## 국가대표팀 경력
최순호가 처음으로 출전한 국제 대회는 1979년 FIFA 세계 청소년 선수권 대회였다. 그는 2년 후에 열린 1981년 FIFA 세계 청소년 선수권 대회에 출전해, 이탈리아 U-20 대표팀을 상대로 2골을 득점하였다. 1980년 8월 23일, 대통령배 국제 축구 대회에서 말레이시아와의 경기로 A매치 데뷔전을 치렀다.
그는 1980년대 대한민국 축구를 대표하는 공격수로, 1980년 AFC 아시안컵에서 7골로 이란의 베타시 파리바와 함께 공동 득점왕을 차지하였다. 1986년 FIFA 월드컵과 1990년 FIFA 월드컵에서 대한민국 대표팀의 주전 공격수로 뛰었으며, 1986년 FIFA 월드컵에서는 이탈리아 대표팀을 상대로 멋진 골을 성공, 이 골을 포함해 FIFA 월드컵에서 총 1골 3도움을 기록했다.
1991년 7월 27일, 일본과의 A매치 경기가 자신의 마지막 국가대표 경기가 되었다.

## 지도자 경력
1992년 은퇴한 직후에 잠시 포항제철 아톰즈에서 코치로 지냈으며 1996년 포항 감독 물망에 올랐으나 나이가 어리다는 이유로 무산됐다. 1999년에 다시 포항 스틸러스의 코치로 활동하다가, 1995년 말 3년 계약을 통해 감독 부임한 후 1998년 말 2년 재계약했던 박성화 감독이 핵심 공격수들의 부상 탓인지 2000년 정규리그 8위에 그쳐 같은 해 8월 31일   팀을 떠나자 감독 대행을 맡았다. 2001년, 감독 대행을 하면서 자신의 코치 계약기간을 채운 뒤 능력을 평가받고 포항 스틸러스의 정식 감독으로 취임하였는데 2004년, 팀을 K리그 준우승으로 이끈 뒤 팀을 떠났다.
2005년 11월 울산 현대미포조선 돌고래의 감독에 선임되어 축구계에 복귀하였으며 2006 시즌부터 팀을 이끌었다. 2007년 팀을 내셔널리그 우승으로 이끈 뒤, 당시 논의되고 있던 K리그와의 승강제에 대한 기대감을 드러내었으나, 결국 무산되고 말았다.
2008년 12월 팀의 내셔널리그 2연패를 이룩한 뒤, 새롭게 창단된 강원 FC의 초대 감독으로 선임되어 울산 현대미포조선의 주전 선수들을 드래프트로 영입하여 전 소속 팀에서 이루지 못한 꿈을 승격의 꿈을 대신하였다.
2011년 4월 4일 강원 FC가 리그 개막 후 4연패에 빠지자 사퇴했다.
2012년 2월 20일 FC 서울의 유소년 시스템인 미래기획단의 단장으로 취임했다.

그리고 2013년 3월 허정무 전 인천 유나이티드 FC 감독과 나란히 대한축구협회 부회장으로 선임되었다.
2016년 9월 26일에는 친정 팀 포항 스틸러스의 제11대 감독으로 재취임하면서 12년 만에 포항으로 돌아왔다. 그러나 2019년 4월 22일에 성적 부진으로 사임하고, 김기동 코치에게 감독직을 넘겼다. 같은 해 포항 스틸러스의 유스 팀 총괄 기술이사로 자리를 옮겨서 2022년 7월까지 재임했다.
2023년 1월 2일 김호곤의 후임으로 수원 FC의 단장으로 선임됐다.

## 플레이 스타일
최순호는 공격수 겸 공격형 미드필더로서 1980년대의 한국 축구를 채워준 손꼽히는 공격수이다. 185cm의 장신이면서도 볼 터치가 유연했고, 섬세한 드리블, 정확한 슈팅이 장기였다. 그의 패스는 상대 수비의 허를 찔렀고, 시야도 넓었다.

## 그 외
최순호의 아들인 최원우 또한 축구선수로서 K-리그에 도전장을 내밀었다. 그는 2006년 12월에 시행된 드래프트에서 6순위로 자신의 아버지의 동료인 박항서 감독이 이끄는 경남 FC에 입단하게 되어, 박상인 · 박혁순 부자와 오세권 · 오범석 부자에 이어 3번째로 부자가 모두 K-리그에서 뛰게 되는 기록을 세웠다.

## 경력 통계

#### 국가대표팀 득점
| 득점 | 일자             | 장소                          | 상대팀       | 최종 결과 | 대회                                |
| ---- | ---------------- | ----------------------------- | ------------ | --------- | ----------------------------------- |
| 1    | 1980년 8월 25일  | 대한민국 춘천                 | 인도네시아   | 3 - 0     | 대통령배 국제축구대회               |
| 2    | 1980년 8월 27일  | 대한민국 대전                 | 태국         | 3 - 2     | 대통령배 국제축구대회               |
| 3    | 1980년 9월 16일  | 쿠웨이트 쿠웨이트시티         | 말레이시아   | 1 - 1     | 1980년 AFC 아시안컵                 |
| 4    | 1980년 9월 19일  | 쿠웨이트 쿠웨이트시티         | 카타르       | 2 - 0     | 1980년 AFC 아시안컵                 |
| 5    | 1980년 9월 19일  | 쿠웨이트 쿠웨이트시티         | 쿠웨이트     | 3 - 0     | 1980년 AFC 아시안컵                 |
| 6    | 1980년 9월 19일  | 쿠웨이트 쿠웨이트시티         | 쿠웨이트     | 3 - 0     | 1980년 AFC 아시안컵                 |
| 9    | 1980년 9월 21일  | 쿠웨이트 쿠웨이트시티         | 아랍에미리트 | 4 - 1     | 1980년 AFC 아시안컵                 |
| 10   | 1981년 4월 24일  | 쿠웨이트 쿠웨이트시티         | 태국         | 5 - 1     | 1982년 FIFA 월드컵 예선             |
| 11   | 1981년 4월 24일  | 쿠웨이트 쿠웨이트시티         | 태국         | 5 - 1     | 1982년 FIFA 월드컵 예선             |
| 12   | 1982년 3월 21일  | 대한민국 서울                 | 일본         | 3 - 0     | 한일 정기전                         |
| 13   | 1982년 5월 10일  | 태국 방콕                     | 인도네시아   | 2 - 0     | 킹스컵                              |
| 14   | 1982년 6월 11일  | 대한민국 광양                 | 바레인       | 3 - 0     | 대통령배 국제축구대회               |
| 15   | 1982년 11월 21일 | 인도 뉴델리                   | 남예멘       | 3 - 0     | 1982년 아시안 게임                  |
| 16   | 1982년 11월 21일 | 인도 뉴델리                   | 남예멘       | 3 - 0     | 1982년 아시안 게임                  |
| 17   | 1985년 6월 6일   | 대한민국 대전                 | 태국         | 3 - 2     | 대통령배 국제축구대회               |
| 18   | 1985년 6월 8일   | 대한민국 광주                 | 바레인       | 3 - 0     | 대통령배 국제축구대회               |
| 19   | 1985년 6월 8일   | 대한민국 광주                 | 바레인       | 3 - 0     | 대통령배 국제축구대회               |
| 20   | 1985년 6월 15일  | 대한민국 서울                 | 이라크       | 2 - 0     | 대통령배 국제축구대회               |
| 21   | 1985년 6월 15일  | 대한민국 서울                 | 이라크       | 2 - 0     | 대통령배 국제축구대회               |
| 22   | 1985년 7월 30일  | 인도네시아 자카르타           | 인도네시아   | 4 - 1     | 1986년 FIFA 월드컵 예선             |
| 23   | 1985년 12월 14일 | 멕시코 시우다드네사우알코요틀 | 알제리       | 2 - 0     | 1985년 멕시코 토너먼트              |
| 24   | 1986년 6월 10일  | 멕시코 푸에블라               | 이탈리아     | 2 - 3     | 1986년 FIFA 월드컵                  |
| 25   | 1986년 9월 20일  | 대한민국 부산                 | 인도         | 3 - 0     | 1986년 아시안 게임                  |
| 26   | 1986년 10월 3일  | 대한민국 서울                 | 인도네시아   | 4 - 0     | 1986년 아시안 게임                  |
| 27   | 1986년 10월 3일  | 대한민국 서울                 | 인도네시아   | 4 - 0     | 1986년 아시안 게임                  |
| 28   | 1988년 6월 19일  | 대한민국 수원                 | 잠비아       | 4 - 0     | 대통령배 국제축구대회               |
| 29   | 1988년 10월 26일 | 일본 도쿄                     | 일본         | 1 - 0     | 한일 정기전                         |
| 30   | 1989년 5월 27일  | 대한민국 서울                 | 말레이시아   | 3 - 0     | 1990년 FIFA 월드컵 아시아 지역 예선 |

## 경력 목록

### 클럽 경력
- 1980년 ~ 1982년  포항제철 축구단 (실업)
- 1983년 ~ 1987년  포항제철 아톰즈
- 1988년 ~ 1990년  럭키금성 황소
- 1991년  포항제철 아톰즈
- 1992년 ~ 1993년  로데스 AF

### 국가대표팀 경력
- 1980년 AFC 아시안컵 대표
- 1986년 FIFA 월드컵 대표
- 1988년 하계 올림픽 대표
- 1990년 FIFA 월드컵 대표

### 지도자 경력
- 1992년 ~ 1993년  포항제철 아톰즈 코치
- 1999년 ~ 2000년  포항 스틸러스 코치
- 2000년 ~ 2004년  포항 스틸러스 감독
- 2005년 ~ 2008년  울산 현대미포조선 돌고래 감독
- 2009년 ~ 2011년  강원 FC 감독
- 2016년 ~ 2019년  포항스틸러스 감독

## 수상 경력

### 선수

#### 포항제철 아톰즈
- K리그 우승 1회 (1986년)
- K리그 준우승 2회 (1985년, 1987년)

#### 럭키금성 황소
- K리그 우승 1회 (1990년)
- K리그 준우승 1회 (1989년)

### 국가대표팀
- 1980년 AFC 아시안컵 준우승

### 감독

#### 포항 스틸러스
- K리그 준우승 1회 (2004년)
- FA컵 준우승 2회 (2001년, 2002년)

#### 울산 현대미포조선 돌고래
- 내셔널리그 우승 2회 (2007년, 2008년)
- FA컵 준우승 1회 (2005년)

### 개인
- 1979년 대한축구협회 고등학교 최우수선수상 수상
- 1980년 체육훈장 백마장
- 1980년 AFC 아시안컵 득점왕
- 1981년 AFC 청소년 선수권 대회 최우수선수상 수상
- 1980년, 1984년, 1990년 대한축구협회 올해의 팀 선정
- 1984년 K-리그 베스트 11 선정
- 1986년 체육훈장 거상장
- 1989년 충북문화상 체육부문 수상
- 1990년 대한축구협회 최우수선수상 수상
- 2007년 내셔널리그 지도자상 수상

## 역대 선거 결과
| 실시년도 | 선거      | 대수 | 직책   | 선거구                | 정당       | 득표수   | 득표율          | 순위 | 당락 | 비고 |
| -------- | --------- | ---- | ------ | --------------------- | ---------- | -------- | --------------- | ---- | ---- | ---- |
| 1995년   | 지방 선거 | 5대  | 도의원 | 충북 청주시 제6선거구 | 민주자유당 | 12,325표 | \| \| 26.93% \| | 2위  | 낙선 |      |
|          | 26.93%    |      |        |                       |            |          |                 |      |      |      |